# Енерджі Норд Арена
Енерджі Норд Арена (норв. Energi Nord Arena) — футбольний стадіон у місті Ольборґ, Данія. У 2011 році тут пройдуть матчі Чемпіонату Європи з футболу серед молодіжних команд.
Стадіон складається з 4 трибун:
- Дві довгі трибуни:
  - NORDJYSKE трибуна (4981 місць)
  - Telenor трибуна (2720 місць)
- Дві трибуни за воротами:
  - Spar Nord трибуна (4000 стоячих місць)
  - Faxe Конді трибуна (1296 сидячих місць і 800 стоячих місць)

## Національні ігри
Енерджі Норд Арена шість разів була домашньою ареною для Національної збірної Данії з футболу, і один раз у товариському матчі проти Сенегалу 27 травня 2010. Ще він був місцем проведення декількох матчів молодіжних та жіночих національних збірних країни:
| Дата              | Господарі  | Рахунок | Гості                  | Турнір                                                                        | Глядачі |
| ----------------- | ---------- | ------- | ---------------------- | ----------------------------------------------------------------------------- | ------- |
| 13 Вересня 1953   | Данія U-21 | 4–1     | Норвегія U-21          | Товариський матч                                                              | 11,336  |
| 16 Вересня 1956   | Данія Б    | 3–0     | Фінляндія Б            | Товариський матч                                                              | 15,250  |
| 13 Вересня 1959   | Данія Б    | 1–1     | Норвегія Б             | Товариський матч                                                              | 14,900  |
| 27 Жовтня 1962    | Данія Б    | 3–1     | Швеція Б               | Товариський матч                                                              | 14,300  |
| 26 Жовтня 1966    | Данія U-21 | 1–2     | ДДР U-21               | Товариський матч                                                              | 4,000   |
| 25 Вересня 1968   | Данія U-21 | 1–2     | Нідерланди U-21        | Товариський матч                                                              | 4,600   |
| 1 Липня 1969      | Данія      | 6–0     | Бермудські острови     | Товариський матч                                                              | 12,200  |
| 12 Травня 1971    | Данія U-23 | 2–1     | Португалія U-23        | Чемпіонат Європи з футболу серед команд до 23 років 1972 (відбірковий турнір) | 6,500   |
| 1 Серпня 1971     | Данія      | 3–2     | Англія                 | Товариський матч                                                              | 9,500   |
| 9 Жовтня 1974     | Данія      | 2–1     | Ісландія               | Товариський матч                                                              | 6,200   |
| 26 Жовтня 1976    | Данія U-18 | 1–0     | Північна Ірландія U-18 | Чемпіонат Європи з футболу серед команд до 18 років 1977 кваліфікація         | ?       |
| 8 Жовтня 1977     | Данія U-21 | 1–2     | Нідерланди U-21        | Товариський матч                                                              | 750     |
| 10 Травня 1979    | Данія      | 1–1     | Фінляндія              | Неофіційний матч                                                              | 2,600   |
| 25 Жовтня 1983    | Данія U-19 | 1–0     | Фінляндія U-19         | Чемпіонат Європи з футболу серед команд до 18 років 1984 кваліфікація         | ?       |
| 11 Вересня 1984   | Данія U-21 | 0–1     | Австрія U-21           | Товариський матч                                                              | 1,900   |
| 10 Вересня 1985   | Данія U-21 | 3–0     | Швеція U-21            | Товариський матч                                                              | 1,350   |
| 10 Червня 1987    | Данія      | 8–0     | Румунія                | Літні Олімпійські ігри 1988 кваліфікація                                      | 10,300  |
| 20 Квітня 1988    | Данія      | 4–0     | Греція                 | Літні Олімпійські ігри 1988 кваліфікація                                      | 9,800   |
| 4 Вересня 1988    | Данія      | 3–2     | Норвегія               | Чемпіонат Європи з футболу серед жіночих команд 1989 кваліфікаційний          | 1,200   |
| 12 Квітня 1989    | Данія      | 2–0     | Канада                 | Товариський матч                                                              | 10,400  |
| 13 Листопада 1990 | Данія U-21 | 3–0     | Югославія U-21         | Чемпіонат Європи з футболу серед молодіжних команд 1992 кваліфікація          | 2,100   |
| 17 Квітня 1991    | Данія U-21 | 7–0     | Сан Марино U-21        | Чемпіонат Європи з футболу серед молодіжних команд 1992 кваліфікація          | 1,800   |
| 14 Липня 1991     | Данія      | 2–1     | Італія                 | Чемпіонат Європи з футболу серед жіночих команд 1991                          | 3,100   |
| 24 Вересня 1991   | Данія U-21 | 0–2     | Норвегія U-21          | Товариський матч                                                              | ?       |
| 16 Жовтня 1991    | Данія      | 4–1     | Франція                | Чемпіонат Європи з футболу серед жіночих команд 1993 кваліфікація             | 300     |
| 11 Березня 1992   | Данія U-21 | 5–0     | Польща U-21            | Чемпіонат Європи з футболу серед молодіжних команд 1992                       | ?       |
| 9 Квітня 1992     | Данія U-21 | 0–1     | Італія U-21            | Чемпіонат Європи з футболу серед молодіжних команд 1992                       | ?       |
| 9 Вересня 2004    | Данія U-18 | 1–1     | Словаччина U-18        | Товариський матч                                                              | 500     |
| 26 Вересня 2004   | Данія      | 6–0     | Бельгія                | Чемпіонат Європи з футболу серед жіночих команд 2005 кваліфікація             | 2,137   |
| 6 Червня 2007     | Данія U-21 | 0–1     | Фінляндія U-21         | Чемпіонат Європи з футболу серед молодіжних команд 2009 кваліфікація          | 6,918   |
| 7 Вересня 2007    | Данія U-21 | 4–0     | Литва U-21             | Чемпіонат Європи з футболу серед молодіжних команд 2009 кваліфікація          | 4,843   |
| 20 Листопада 2007 | Данія U-21 | 1–0     | Словенія U-21          | Чемпіонат Європи з футболу серед молодіжних команд 2009 кваліфікація          | 2,854   |
| 26 Березня 2008   | Данія U-21 | 0–1     | Швеція U-21            | Товариський матч                                                              | 344     |
| 9 Вересня 2008    | Данія U-21 | 1–0     | Шотландія U-21         | Чемпіонат Європи з футболу серед молодіжних команд 2009 кваліфікація          | 3,659   |
| 11 Жовтня 2008    | Данія U-21 | 0–1     | Сербія U-21            | Чемпіонат Європи з футболу серед молодіжних команд 2009 кваліфікація          | 4,551   |
| 19 Листопада 2008 | Данія U-20 | 0–1     | Франція U-20           | Товариський матч                                                              | 344     |
| 5 Червня 2009     | Данія U-21 | 3–2     | Ісландія U-21          | Товариський матч                                                              | 615     |
| 13 Жовтня 2009    | Данія U-21 | 3–1     | Грузія U-21            | Товариський матч                                                              | 2,150   |